# Kurt Bader
Kurt Bader (Mannheim, 26 februari 1899 - Müllheim, 1 juni 1959) was een Duitse SS-Brigadeführer (brigadegeneraal) en Generalmajor in de politie tijdens de Tweede Wereldoorlog. Hij was ook doctor in de rechten.

## Leven
Bader was een zoon van een ingenieur. Hij ging in 1905 naar de Volksschule en later naar de Oberrealschule in Freiburg im Breisgau. Vanaf 1917 nam hij als Leutnant actief deel aan de Eerste Wereldoorlog. Aansluitend was hij vanaf maart 1920 lid van een vrijkorps en nam deel aan de Kapp-putsch, en vocht tegen het Rote Ruhrarmee. In april 1920 trad hij in dienst van de Badense Sicherheitspolizei, die hij in september 1922 weer verliet als een Polizei-Leutnant. Van 1922 tot 1925 volgde Bader een studie rechts- en politieke wetenschappen aan de universiteit in Freiburg im Breisgau, waar hij in 1929 in promoveerde. Vanaf midden juni 1929 werkte was hij als gerechtsassessor bij het districtkantoor in Mannheim. In december 1929 werd hij tot Regierungsrat benoemd en naar het Badense Ministerie van Binnenlandse Zaken overgeplaatst. Hij werd in mei 1932 lid van de NSDAP. Enige tijd later in april 1933 werd hij ook lid van de SS.
Na de overname van de macht door de nationaalsocialisten, was hij in maart 1933 met de leiding van de politieafdeling in het Ministerie van Binnenlandse Zaken belast. Hij werd mei 1933 tot Oberregierungsrat en begin januari 1934 tot Ministerialrat benoemd. In deze functie was hij betrokken bij de personeelsreorganisatie van de politieadministratie naar de zin van het naziregime. Aanvang juni 1934 was hij voor twee jaren in het Reichsministerium des Innern, en aansluitend in het Hauptamt Ordnungspolizei werkzaam. Eind december 1939 was Bader tot Ministerialdirigenten bevorderd. Het jaar daarvoor had Chef der Deutschen Ordnungspolizei Kurt Daluege, hem nog bestempeld als een van zijn beste personeelsleden. Van september 1940 tot juni 1943 leidde Bader de Amtsgruppe VuR II in het Hauptamt Ordnungspolizei. Bader werd op 20 april 1941 tot SS-Brigadeführer bevorderd, en twee jaar later tot Generalmajor in de politie. Van september 1943 tot het einde van de Tweede Wereldoorlog was hij bevelhebber van de Ordnungspolizei in Wenen.
Na het einde van de oorlog werd hij geïnterneerd en gedenazificeerd. Omdat Bader niet meer kon terugkeren in juridische dienst, vestigde hij zich als advocaat.
Er is voor de rest niks bekend over het verdere verloop van zijn leven.

## Carrière
Bader bekleedde verschillende rangen in zowel de Ministerie als Allgemeine-SS. De volgende tabel laat zien dat de bevorderingen niet synchroon liepen.
| Datums                                                               | Deutsche Heer                    | Polizei                    | Baden ministerie    | Allgemeine-SS          |
| -------------------------------------------------------------------- | -------------------------------- | -------------------------- | ------------------- | ---------------------- |
| 15 november 1915                                                     | Kriegsfreiwilliger               | —                          | —                   | —                      |
| 15 november 1915                                                     | Fahnenjunker (aspirant-officier) | —                          | —                   | —                      |
| 1916                                                                 | Fahnenjunker-Unteroffizier       | —                          | —                   | —                      |
| 18 april 1917                                                        | Leutnant                         | —                          | —                   | —                      |
| 30 april 1920                                                        | —                                | Polizei-Leutnant           | —                   | —                      |
| 17 juni 1929                                                         | —                                | —                          | Regierungsassessor  | —                      |
| 1 december 1929                                                      | —                                | —                          | Regierungsrat       | —                      |
| 29 april 1933                                                        | —                                | —                          | —                   | SS-Anwärter            |
| 1 mei 1933                                                           | —                                | —                          | Oberregierungsrat   | —                      |
| 31 oktober 1933                                                      | —                                | —                          | —                   | SS-Mann                |
| 1 januari 1934                                                       | —                                | —                          | Ministerialrat      | —                      |
| 1 juli 1936 (met ingang van 1 februari 1929))                        | Oberleutnant der Reserve         | —                          | —                   | —                      |
| 1 maart 1938 (met ingang van 1 februari 1938))                       | Hauptmann der Reserve            | —                          | —                   | —                      |
| 20 december 1933                                                     | —                                | —                          | —                   | SS-Sturmführer         |
| 15 september 1935                                                    | —                                | —                          | —                   | SS-Obersturmführer     |
| 20 april 1936                                                        | —                                | —                          | —                   | SS-Hauptsturmführer    |
| 1 augustus 1938 (met ingang van 9 november 1936)                     | —                                | —                          | —                   | SS-Sturmbannführer     |
| 1 augustus 1938 (met ingang van 20 april 1937)                       | —                                | —                          | —                   | SS-Obersturmbannführer |
| December 1938                                                        | —                                | —                          | Ministerialdirektor | —                      |
| 1 augustus 1939 (met ingang van 1 juli 1938)                         | —                                | —                          | —                   | SS-Standartenführer    |
| 27 oktober 1939 (met ingang van 1 oktober 1939)                      | —                                | —                          | Ministerialdirigent | —                      |
| 14 november 1940 (met ingang van 9 november 1940)                    | —                                | —                          | —                   | SS-Oberführer          |
| 20 april 1941                                                        | —                                | —                          | —                   | SS-Brigadeführer       |
| 1 april 1943 (met RDA van 20 april 1943; later RDA van 1 april 1942) | —                                | Generalmajor in de politie | —                   | —                      |

## Lidmaatschapsnummers
- NSDAP-nr.: 3 079 935[7] (lid geworden 1 mei 1932[2])
- SS-nr.: 103 169[7] (lid geworden 29 april 1933[2])

## Onderscheidingen
Selectie:
- IJzeren Kruis 1914, 1e Klasse en 2e Klasse[4][1]
- Julleuchter der SS op 16 december 1935[4][1]
- Medaille ter Herinnering aan de 13e Maart 1938 op 21 november 1938[4][1]
- Anschlussmedaille op 5 juli 1939[4][1]
  - gesp „Prager Burg“ op 7 maart 1940[4][1]
- Sportinsigne van de SA in brons[7][4][1]
- Gewondeninsigne 1918 in zwart[4][1]

## Afkorting
- (BdO) Befehlshaber der Ordnungspolziei - vrije vertaling: Bevelhebber in de Ordepolitie